# Luc Fouliard
 (avril 2024).
Si vous disposez d'ouvrages ou d'articles de référence ou si vous connaissez des sites web de qualité traitant du thème abordé ici, merci de compléter l'article en donnant les références utiles à sa vérifiabilité et en les liant à la section « Notes et références ».
Luc Fouliard est un acteur et scénariste français, né le 23 janvier 1968.

## Biographie
Il est membre de la SACD et de la guilde française des scénaristes.
En 2019, il est l'auteur d'un livre pédagogique Le scénario de A à Z, l'art du jeu de dupes.

## Filmographie
- 2016 : Flics de BAC, chasseurs de flag
- 2014 : Dans l'ombre d'une silhouette (comédie sentimentale)
- 2013 : La bataille du chemin des dames[1] : 45 min, docu-fiction, IMAX 3D, cité l'image et du son.
- 2012 : L'élite des ombres : coadaptation du roman Dans l'ombre du GIGN (de Roland Martins, auteur de L'assaut)

### Animation
- 2011 : Série : Nos voisins les Marsupilami, 26 min, France 3

La rivale de maman
- 2008 : Série : Marsupilami Houba hop, 26 min, France 3

Houbracadabra, Alerte à la piranhamania

### Télévision
- 2018 :  Série : Unité Spéciale Caméléon (Série sur le GIGN)
- 2009 : Série : Plein soleil, 52 min, TF1 : L'avocat des diables
- 2006 : Série : Préjudices, 26 min, France 2 : Trajectoire, Le père Noël est rancunier
- 2005 : Série : Douane volante, 52 min × 8
- 2003 : Série : PJ, 52 min, France 2 : Violence
- 2000 : Série : Le geste quotidien, 1 min x 24, M6

## Publications
- Le scénario de A à Z : l'art du jeu de dupes, illustrations de Stéphanie Rubini, éd. LettMotif, 2018  (ISBN 9782367162485)
- Hors TrajectoireS éd. Broché – 2021
- Meurtres à Dax : l'empreinte du diable, éd. La Geste, 2024  (ISBN 9791035325107)